# Lubieszów (powiat nowosolski)
Lubieszów – wieś w Polsce położona w województwie lubuskim, w powiecie nowosolskim, w gminie Nowa Sól.
W latach 1975–1998 miejscowość należała administracyjnie do województwa zielonogórskiego.

## Nazwa
W 1295 w kronice łacińskiej Liber fundationis episcopatus Vratislaviensis (pol."Księdze uposażeń biskupstwa wrocławskiego") miejscowość wymieniona jest w zlatynizowanych formach Lubsna oraz Lubzna.

## Historia
Lubieszów to średniej wielkości wieś sołecka, położona ok. 4 km na zachód od centrum Nowej Soli. Od 1672 r. dziedziczna własność polskiego szlachcica Andrzeja Kłobuczyńskiego (i jego potomków), którą nadał mu cesarz Leopold I Habsburg. W połowie XIX w. istniał tu folwark, 4 wiatraki, browar, gorzelnia i owczarnia. W kolejnych latach wybudowano niewielki dwór administratora majątku, założono park i wykopano staw. Począwszy od połowy XIX w. posiadłość ziemska wielokrotnie zmieniała właścicieli - w 1868 r. rodzina Jung, w końcu stulecia - Otto von Reiche, w 1926 r. Rudolf Fritz. Począwszy od lat 30 XX wieku do końca II wojny światowej folwark był własnością Wilhelma Koeniga. Na początku XX w. powstała w Lubieszowie szkoła i cegielnia. W czasie II wojny światowej we wsi działały niewielkie warsztaty na potrzeby Luftwaffe. W 2012 podłączono kanalizacje, oraz otworzono piekarnie. Na wsi znajduje się 6 przystanków PKS.

## Demografia
Liczba mieszkańców miejscowości w poszczególnych latach:
| Rok  | Ilość mieszkańców |
| ---- | ----------------- |
| 1998 | 557               |
| 2002 | 584               |
| 2009 | 629               |
| 2011 | 638               |
| 2021 | 959               |

## Zabytki
- dwór z XIX wieku,
- pozostałości zespołu folwarcznego.